# 曽根陽一
曽根 陽一（そね よういち、1953年1月10日 - 2014年9月5日）は、日本の写真家。埼玉県川口市生まれ。
1976年ワークショップ写眞学校・森山大道教室3期修了。商業撮影の助手を経て1979年独立。

## 略歴
- 1953年 埼玉県川口市生まれ
- 1971年 私立本郷学園高校普通科卒業
- 1972年 学校法人アテネ・フランセ仏語学科中退
- 1976年 ワークショップ写真学校森山大道教室三期修了
- 1979年 コマーシャル写真等アシスタントの後フリー
- 1988年 『月刊カメラマン』フォトコンテスト審査員
- 1995年 『第11回東川町国際写真フェスティバル・写真甲子園』ゲスト審査員
- 1997年 『カメラマンEX』フォトコンテスト審査員
- 2003年 『ワークショップ曽根塾』主宰
- 2004年 『日本カメラ』フォトコンテスト・モノクロプリント審査員
- 2005年 『リコーフォトコンテスト』審査員
- 2006年 写真同人誌『DRUG（ドルーク）』主宰
- 2007年 『コダックフォトスクール』講師
- 2010年 『銀座写真塾』講師

### 写真展
- 1977年 『メビウスの輪展』 荻窪シミズ画廊 グループ展
- 1978年 『アルバム’77展』 銀座ニコンサロン カメラ毎日主催 参加展
- 1978年 『アルバム7人展』 新宿CAMP 参加展
- 1982年 『わだつみの末裔たち』新宿・大阪ミノルタフォトスペース 月刊カメラマン誌企画主催 個展
- 1987年 『MAHIRU』 銀座・大阪キャノンサロン 個展
- 1996年 『BREATH』 銀座・名古屋・札幌キャノンサロン 個展
- 2002年 『ブロニカRF645写真塾写真展』銀座スポットフォトサロン
- 2003年 『川の手 放水路のある風景』 葛飾区郷土と天文の博物館・平成15年特別展の『川と仕事』に荒川流域の職人の写真を展示
- 2004年 『写福団vol.1.お散歩道楽3人展』 銀座スポットフォトサロン
- 2005年 『ワークショップ曽根塾展 vol.1』 247photography Roonee
- 2009年 『コダックフォトスクール講師陣による写真展』スポットフォトサロン
- 2009年 『DRUG写真展』コダックフォトサロン
- 2009年 『breath origin』 Ban Photo Gallery
- 2010年 『各界著名人約120名の作品による写真展 SNAPS』リコーフォトギャラリーRING CUBE
- 2010年 『2009年展示写真家オリジナルプリント展』 Ban Photo Gallery
- 2011年 銀座写真塾・曽根陽一教室 第1期生修了展 ギャラリー・コルソ
- 2011年 GRist34展 リコーフォトギャラリーRING CUBE（同時開催ニューヨークGRist12展）
- 2011年 タムロン『写真家60人の「瞬間と永遠」（10月4日～11日）』
- 2012年 『Naked Flower－花の極私的エロス－』リコーフォトギャラリーRING CUBE
- 2012年 オープニング企画展『Streetgazer』iia gallery

## 作品

### 写真集・雑誌など
- 1976年 『パンチングボール』カメラ毎日「アルバム」毎日新聞社発行
- 1982年 『50' a go go. BLACK CATS』中央アート出版発行
- 1985年 『酔いどれ公爵』JAC写真集 株式会社千葉プロモーション オムニバス
- 1986年 『どてらい男又（やつ）ら』町田町蔵FROM至福団 JICC出版局発行
- 1994年 『hysteric untitled no.5』ヒステリックグラマ－発行 オムニバス
- 1997年 『Natural Glow』vol.1ソシム株式会社
- 1998年 『バブルガムフェロー』株式会社アクセラ発行 オムニバス
- 2005年 文芸同人誌『DRUG（ドルーク）』創刊第1～5号 ドルーク制作委員会
- 2006年 写真同人誌『DRUG』リニューアル創刊6号～ DRUG発行委員会
- 2010年 写真同人誌『DRUG』20号（特別号）発行
- 2011年 写真同人誌『DRUG』21号発行
- 2012年 ペンタックスK-30完全ガイド インプレスムック

### 電子書籍など
- 2012年 FUJIFILM X-Pro1 Photographer's Guidebook 『X-Pro1 Guide』（iPad向けガイドアプリ）
- 2013年 『Breath』Kindle版
- 2013年 『Naked Flower ～花のエロス～』Kindle版